# Thomas Phillips (pittore)
Thomas Phillips (Dudley, 18 ottobre 1770 – Londra, 20 aprile 1845) è stato un pittore inglese specializzato nella ritrattistica.

## Biografia
Nato a Dudley, Phillips si formò come pittore a Birmingham. Nel 1790, si trasferì a Londra e, durante l'anno seguente, si iscrisse presso la Royal Academy. Phillips presentò un dipinto mitologico per conseguire il diploma, Venere e Adone (1808). Nello stesso lasso di tempo, approfondì la pittura storica con Benjamin West, ma deciderà presto di dedicarsi ai ritratti, che gli procureranno maggiore successo. Fra i suoi dipinti più famosi vi sono William Blake (1807), collocato nella National Portrait Gallery di Londra, e Lord Byron in abiti albanesi (1813), conservato presso l'ambasciata britannica di Atene. Le sue opere, come il sopracitato ritratto di Blake e quello di Joseph Banks, verranno incisi su metallo da Niccolo Schiavonetti. Phillips divenne docente di pittura della Royal Academy nel 1825, occupando il posto che un tempo spettava a Johann Heinrich Füssli, per poi abbandonarlo nel 1832. Nel 1833, l'artista pubblicò il suo Lectures on the History and Principles of Painting.

## Opere
- Lectures on the History and Principles of Painting, 1833

## Galleria d'immagini

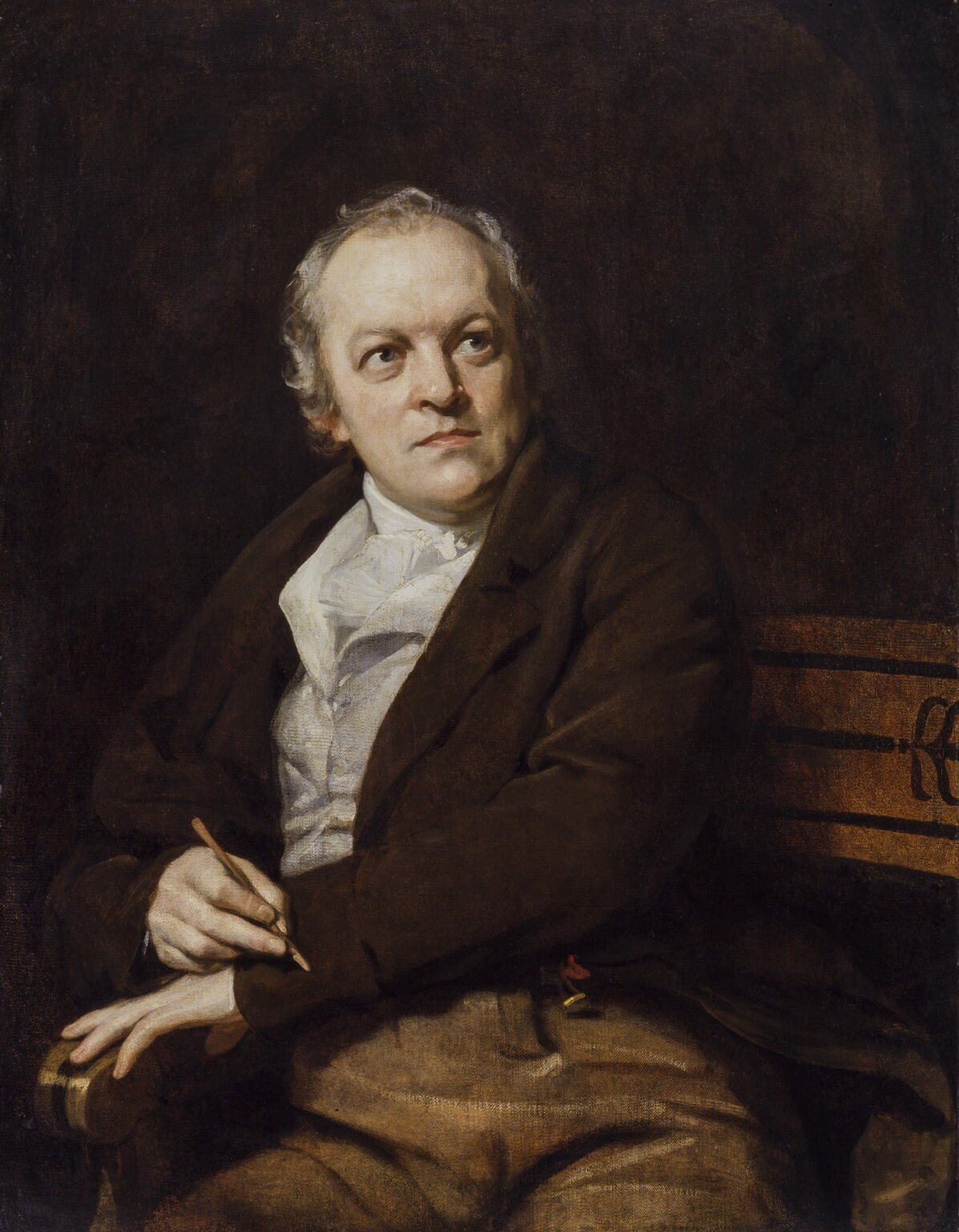
William Blake (1807)
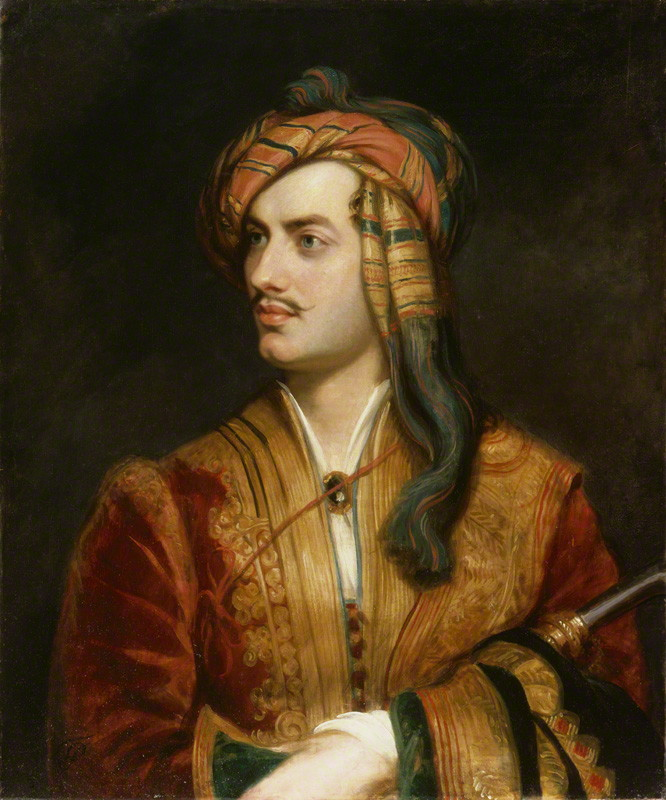
Lord Byron in abiti albanesi (1813)
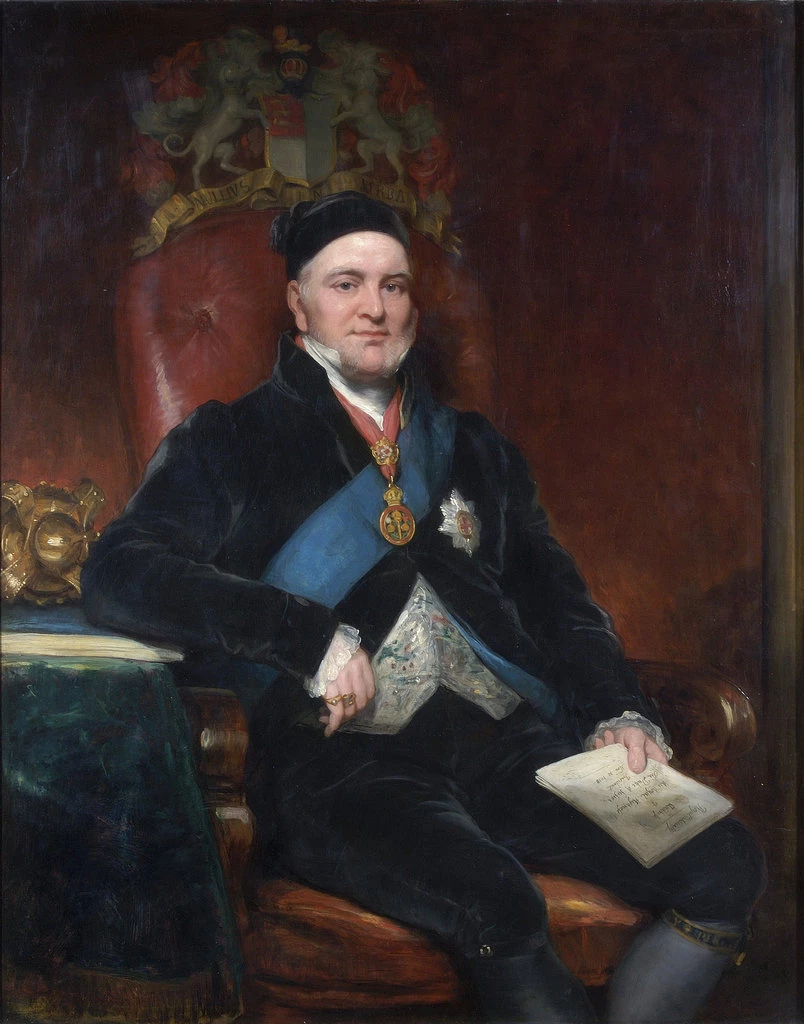
Augusto Federico di Hannover (ca. 1838)
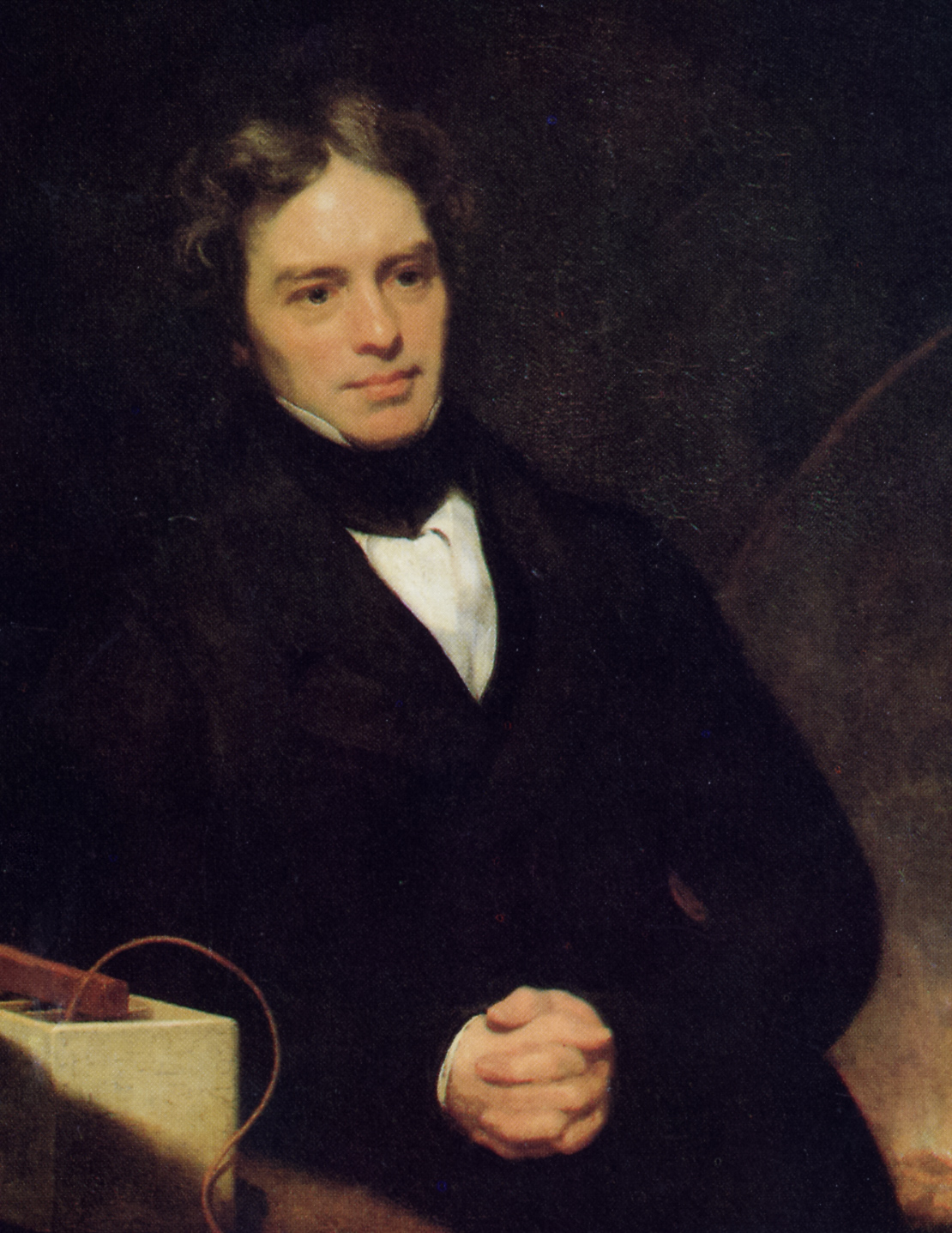
Michael Faraday (1842)
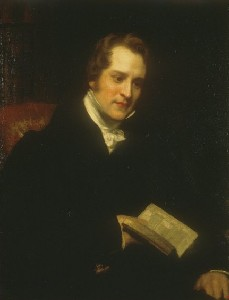
Joseph Henry Green (data sconosciuta)